# Umeboshi

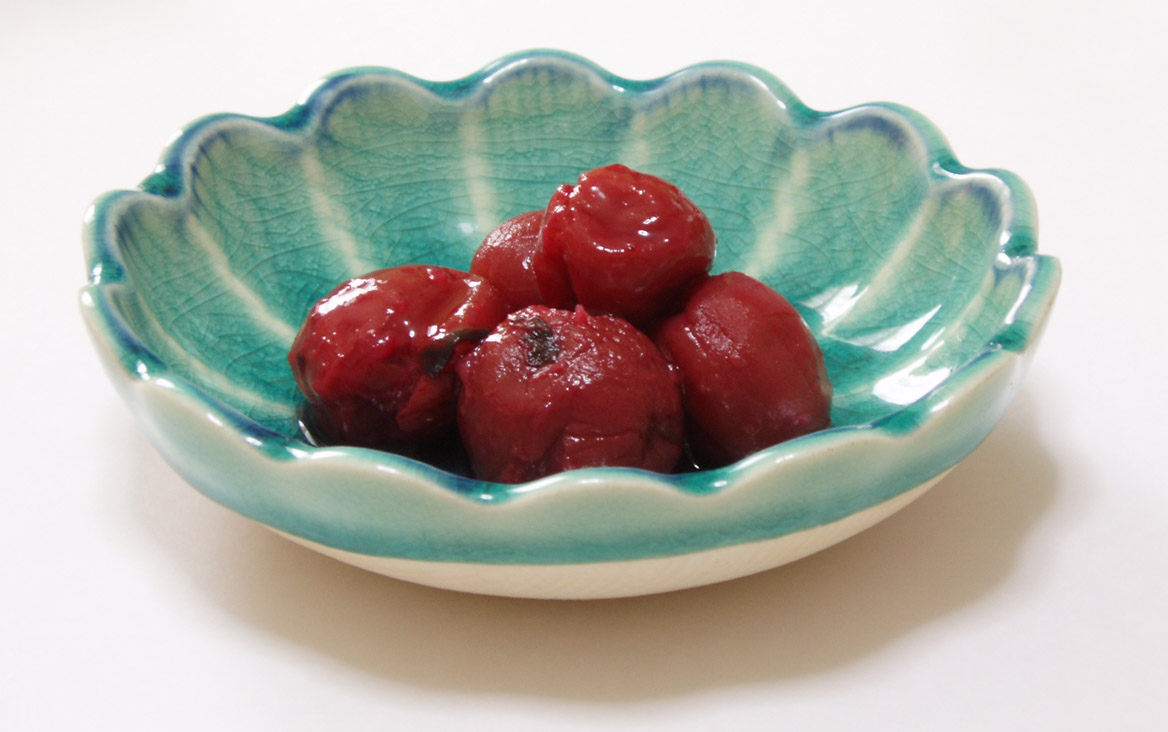
Một đĩa umeboshi đỏ

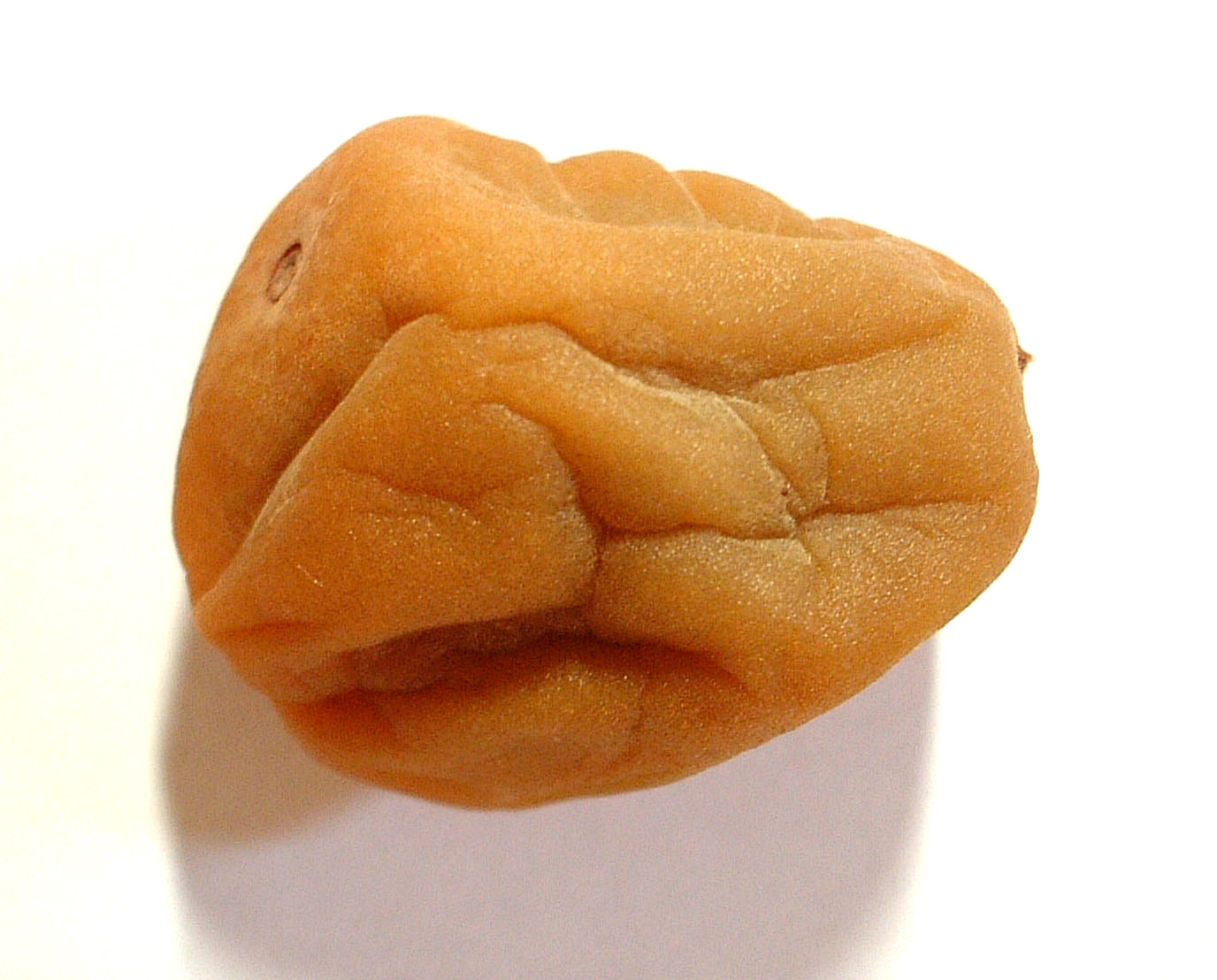
Một quả umeboshi vàng

Umeboshi (tiếng Nhật: 梅干し) là một món dưa muối rất phổ biến trong ẩm thực Nhật Bản, được làm bằng cách đem quả mơ ngâm muối lâu ngày và phơi héo. Có một loại mơ muối nữa gọi là umezuke, nhưng loại này không được phơi cho héo trước khi đem muối. Umeboshi mềm (nếu là umezuke thì giòn), có vị chua gắt và mặn. Umeboshi có cả loại màu vàng rộm và màu đỏ. Màu vàng là màu tự nhiên của quả, còn màu đỏ do lấy màu từ lá tía tô đỏ (akajisho).
Miền trung tỉnh Wakayama của Nhật Bản, nhất là một địa phương gọi là Minabe, là nơi nổi tiếng về làm umeboshi.

## Cách làm
Umeboshi không bao giờ bị nấm mốc nên có thể tích trữ để sử dụng trong nhiều năm.

### Nguyên liệu

#### Muối mơ
Mơ : 10 kg
- Muối : 1.5–2 kg (15-20%)
- Rượu Shochu (hoặc vodka, nồng độ khoảng 35-39 độ): 50-70ml

#### Nhuộm màu cho mơ
- Lá tía tô : từ 1 tới
1,2 kg (10-12% so với mơ)
- Muối : 30-50g

### Quy trình thực hiện
1.Sơ chế mơ :
Mơ chọn loại trái to vừa phải, không nhỏ quá cũng không to quá, thông thường khoảng 5-7 trái/100gr là vừa đẹp. Chọn loại mơ gần chín, tức là trái mơ vẫn còn khá cứng, mục đích tránh giập nát khi vận chuyển và trong quá trình sơ chế, muối chúng chín là vừa. Cuống mơ vẫn còn tươi xanh là mơ mới. Loại bỏ các trái mơ giập nát, chín nẫu, sứt sẹo, sâu đục...
2.Dùng tay nhổ cuống mơ và quan sát nếu có các vật bám màu đen quanh cuống mơ hoặc các vẩy trắng... thì dùng tăm tre gạt ra vì đó là nhụy hoa bị khô héo hoặc rệp trú ngụ ở đó.
3.Ngâm mơ khoảng 1 tiếng rồi rửa sạch mơ với vài lần thay nước rồi phơi ra nắng cho đến khi vỏ trái mơ hoàn toàn khô ráo.
4.Chuẩn bị dụng cụ muối mơ :
Dùng một túi nylon khá dày, kích thước khoảng 50X80cm rửa sạch túi và phơi khô. Một chiếc xô nhựa sạch loại 18 lít là đủ để muối 10 kg mơ. Đây là cách dùng rất tiện lợi và sạch sẽ, còn tùy người muối có thể muối vào vại, lọ thủy tinh... miễn sao phải được đậy kín và dễ dàng nén là được. Tất nhiên, lọ thủy tinh vẫn là lý tưởng nhất để muối mơ.
5.Muối mơ :
Dùng một bình xịt cầm tay loại nhỏ (bình xịt tưới hoa, là quần áo...) xịt rượu shochu đều lên các trái mơ, mục đích của việc xịt rượu là dùng để sát khuẩn, nấm mốc ngoài vỏ trái mơ chứ hoàn toàn không có tác dụng gì khác. Nhưng với nồng độ muối từ 15% trở lên thì vi khuẩn và nấm mốc cũng khó phát triển nên tùy ý, có thể dùng rượu hoặc không.
Lồng túi nylon vào lòng xô, làm phẳng và gọn gàng trong lòng xô. Rải một lớp muối xuống dưới đáy túi và bắt đầu rải từng lớp mơ lên. 
Mỗi lớp mơ lại rải một lớp muối mỏng, lượng muối khoảng một nắm tay, cứ như vậy cho đến hết, trên cùng phủ một lớp muối dày là hoàn tất. Tuyệt đối không lắc xô vì nếu lắc muối sẽ dồn xuống sẽ có phần mơ không có muối bên cạnh làm hỏng mơ.
Nếu không quen ước tính thì đổ muối ra mâm, dàn đều rồi chia làm 5 phần như cắt bánh pizza, 1/5 dưới đáy, 2/5 dùng để rải vào các lớp mơ và 2/5 còn lại để phủ lên trên cùng là chuẩn.
Lượng muối tiêu chuẩn của umeboshi truyền thống của Nhật là hơn 20% và tối thiểu là 15% nên tùy người muối
gia giảm, nên dùng 17-18%
Sau khi phủ lên có thể phun rượu shochu lên lớp muối này, cũng chỉ với mục đích cho muối nhanh tan và ngừa nấm thôi chứ không có tác dụng gì khác cả. Có người không dùng rượu nhưng tùy ý người muối muốn dùng hay không.
Túm miệng túi, chừa ra một khoảng, ép không khí trong túi ra và buộc chặt miệng túi. Dùng một cái đĩa, thớt hoặc vật gì đó hình tròn phù hợp đặt lên mặt của lớp mơ (tất nhiên là ngoài lớp túi nylon) rồi dùng vài viên gạch (khoảng 3–4 kg) để nén. Không nên dùng vật quá nặng làm nát mơ. Trong khi muối, mơ vẫn tiếp tục chín cho đến khi ngập nước, rất hấp dẫn các loại côn trùng đến đẻ trứng nên phải chú ý đậy thật kín vật chứa muối mơ nếu như không muối vào túi nilon. Đặt xô mơ vào chỗ tối, mát mẻ.

## Umeboshi trong văn hoá ẩm thực Nhật Bản
Umeboshi là một món ăn quan trọng trong nền ẩm thực Nhật Bản. Những hộp bento gồm cơm trắng với một quả umeboshi ở giữa được gọi là "Hinomaru no Bento", nghĩa là "cơm hộp mặt trời mọc" vì nhìn giống quốc kỳ Nhật Bản. Trong những năm tháng chiến tranh Thế giới thứ 2, những qua mơ Umeboshi là thực phẩm đặc biệt quan trọng của người Nhật, vì chúng rẻ, đơn giản, ăn được trực tiếp, dễ tích trữ và sử dụng được lâu dài. Người Nhật có một câu nói về quả mơ muối umeboshi: "con người sẽ còn tồn tại tới chừng nào còn một quả umeboshi nằm trên bát cơm".

## Đối với sức khoẻ
Quả mơ Nhật (ume) khi còn xanh chứa đầy axit và một số chất, khi ăn có thể bị ngộ độc. Nhưng sau khi được ngâm muối thành umeboshi, axit trong mơ bị loại bỏ hết, thay vào đó umeboshi có tính kiềm rất cao. Vì thế umeboshi có tác dụng trung hoà axit trong protein động vật, chữa một số chứng bệnh như rối loạn tiêu hoá, táo bón,...